# Лео Хале
Леонард Херман Герит Хале (хол. Leonard Herman Gerrit Halle; Девентер, 26. јануар 1906 — Девентер, 15. јун 1992) био је холандски фудбалски голман који је играо за Холандију на Светском првенству у фудбалу 1934. године. Такође је играо за Го Ахед Иглс.